# Heartbreak Hotel
"Heartbreak Hotel" er en rock and roll sang på 2 minutter og 8 sekunder, der er skrevet af Mae Boren Axton, Thomas "Tommy" Russell Durden og Elvis Presley og først indspillet af Presley. At Elvis Presley er krediteret som medforfatter af sangen er af kommercielle årsager, idet Presley på ingen måde var med til at skrive tekst eller medvirke ved kompositionen. "Heartbreak Hotel" blev Elvis Presleys første hit hos RCA og den første af hans sange, der blev solgt i mere end 1 million eksemplarer.
Sangen blev indspillet 10. januar 1956 i Nashville og udsendt 27. januar samme år som A-side på en single med "I Was The One" som B-side. "I Was The One" blev indspillet dagen efter og er en komposition af Aaron Schroeder, Claude De Metrius, Hal Blair og Bill Pepper. Musikken i studiet blev på begge de nævnte numre leveret af Bill Black (kontrabas), Scotty Moore (singleguitar), D.J. Fontana (trommer), Floyd Cramer (klaver) og Elvis selv på rytmeguitar.
Presley sang sangen i et tv-show 11. februar, og 22. februar gik sangen ind på hitlisten. Han sang den endnu et par gange på tv, og den blev den første nr. 1 single for Presley i USA, mens den i England nåede 2. pladsen. Den er senere stemt ind som nr. 45 på Rolling Stone's liste over alletiders 500 største sange, hvor Elvis har i alt 11 sange repræsenteret med "Hound Dog" på plads nr. 19 som den højest placerede.
Den 24. september 2002 udgav RCA en CD med titlen ELV1S 30 #1 HITS, hvor "Heartbreak Hotel" var med. Denne nye CD blev, ligesom i sin tid sangene på den, nummer 1 på hitlisterne rundt om i verden 25 år efter Elvis' død.

## Sangens tiblivelse
Tommy Durden, sangens tekstforfatter, så en artikel i avisen The Miami Herald, der havde overskriften 'Do you know this man?', ledsaget af et billede fra et hotel med en mand, som havde begået selvmord. Manden, der var ukendt, havde efterladt en seddel, hvorpå der stod 'I walk a lonely street'. Durden så straks potentialet til en bluessang og kontaktede Mae Boren Axton, som han i forvejen havde arbejdet sammen med. Allerede samme dag havde de, på blot 20 minutter, skrevet den rockklassiker, som siden er blevet en evergreen.

## Andre kunstneres indspilninger
"Heartbreak Hotel" er senere indspillet i mange andre versioner, blandt andet af John Cale og Tanya Tucker, men ingen af disse har opnået tilnærmelsesvis samme popularitet som Presleys version.
Sir Paul McCartney indspillede "Heartbreak Hotel" i Abbey Road Studiet. Han anvendte Bill Blacks oprindelige kontrabas, som McCartney i mellemtiden havde købt. Han sagde, at det var Elvis og "Heartbreak Hotel", der fangede ham og tændte ham musikalsk.
"Heartbreak Hotel" blev indspillet af Preben Uglebjerg og Peter Plejls Orkester i oktober 1956 med dansk tekst af Thøger Olesen med titlen "Vi rokker os ikke" i en af de første danske rock-indspilninger.
Connie Francis udsendte sin version af "Heartbreak Hotel" i 1959.

## Andre sange
Titlen "Heartbreak Hotel" er brugt til andre sange, blandt andet en med Whitney Houston, ligesom U2 har indspillet en sang med titlen "A Room at the Heartbreak Hotel".

## Andet
Sønnen til Mae Boren Axton, den ene af de to forfattere til sangen, er Hoyt Axton, som komponerede "Never Been To Spain", der blev indspillet af Elvis Presley den 10. juni 1972. 
Sangtitlen er også anvendt som bogtitel, fx Elvis-leksikonet Heartbreak Hotel, Elvis Presley A – Z af Karsten Jørgensen på forlaget Holkenfeldt.
Ved Graceland, Elvis Presley-museet i Memphis, Tennessee, findes nu et hotel opkaldt efter sangen. Hotellet har 128 værelser og tilbyder 24 timers non stop Presley-videoer for gæsterne.

## Links
- Hotellet opkaldt efter sangen på sitet elvis.com
- McCartney med Heartbreak Hotel på den gamle bas Arkiveret 17. september 2011 hos  Wayback Machine